# Alfred Lawrence, 1. Baron Trevethin

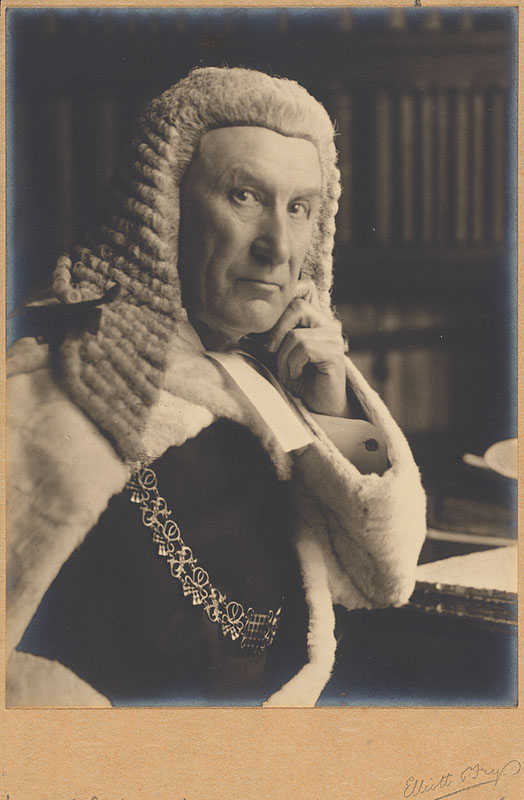
Alfred Lawrence, 1. Baron Trevethin

Alfred Tristram Lawrence, 1. Baron Trevethin PC (* 24. November 1843 in Pontypool; † 3. August 1936 in Builth Wells) war ein britischer Jurist. Er war 1921/22 Lord Chief Justice of England.
Lawrence war der älteste Sohn des Chirurgen David Lawrence und Elizabeth, Tochter von Charles Morgan Williams. Er studierte am Trinity Hall College der University of Cambridge und wurde 1869 in den Middle Temple, eine der vier englischen Anwaltskammern, aufgenommen. 1897 wurde Lawrence zum Kronanwalt ernannt. 1904 wurde er als Richter an den High Court of Justice berufen und behielt dieses Amt bis 1921, als er Lord Chief Justice of England wurde. Im August 1921 wurde er als Baron Trevethin, of Blaengawney in the County of Monmouth, in den erblichen Adelsstand erhoben. Er galt aus der Sicht von Premierminister David Lloyd George als Zwischenlösung und trat deshalb auch schon nach kurzer Amtszeit zurück.
Lawrence heiratete 1875 seine Cousine Jessie Elizabeth, Tochter von George Lawrence. Sie hatten fünf Kinder, sein dritter Sohn war Geoffrey Lawrence, 1. Baron Oaksey. Lord Trevethin starb 92-jährig am 3. August 1936. Seinen Titel erbte Charles Trevor Lawrence, nach dessen Tod 1959 ging der Titel auf seinen dritten Sohn über.